# Carmina Barrios
Josefina del Carmen Barrios Huertas, más conocida como Carmina Barrios (Sevilla, 20 de mayo de 1953), es una actriz española, madre de los también actores María León y Paco León.

## Biografía
Nació en el barrio de Triana, hija de un policía.
Contrajo matrimonio con Antonio León, un tabernero, y tuvo tres hijos, los actores Paco León y María León, y Alejandro, que es militar. Su esposo ya está jubilado.
En el año 2012, se hace popular por protagonizar la película escrita y dirigida por su hijo Paco León, Carmina o revienta. Por dicho papel recibió en abril de ese mismo año el premio Biznaga de Plata a la mejor actriz en la decimoquinta edición del Festival de Málaga de Cine Español. La película gira en torno a la figura de Carmina; en palabras del propio Paco León, se trata de un retrato de su madre y de algunas de las historias de su vida.
Ha aparecido en el reality Alaska & Mario visitando a la pareja, los cuales son admiradores de Carmina y de su trabajo.
Participó en la película ¿Quién mató a Bambi?, estrenada en noviembre de 2013, que dirigió el sevillano Santiago Amodeo y protagonizan Quim Gutiérrez, Ernesto Alterio y Clara Lago.
En octubre de 2013 Paco León comenzó el rodaje de la segunda parte de la película Carmina o revienta, titulada Carmina y amén. En ella repiten las dos actrices principales del primer filme, Carmina Barrios y María León, madre y hermana del director, respectivamente. Esta nueva entrega se centra más en la parte de ficción que en el documental.
En el 2015, se estrena la serie Allí abajo, dónde Carmina interpreta el papel de "Luci", junto a su hija María León y otros actores como Jon Plazaola o Mariano Peña, entre otros.
Carmina Barrios también ha sido nominada en varios premios cinematográficos, entre ellos los Goya o la Unión de Actores.
El 1 de enero de 2016 subió su primer video a su cuenta de YouTube llamada CarminaTube, en el que cuenta anécdotas de su vida, realiza "challenges" o retos y tiene charlas con diferentes personalidades de su entorno. En febrero de 2017 fichó por Flooxer, plataforma de videos donde dará tutoriales o hará reflexiones, al igual que en su canal de YouTube.
El 15 de abril de 2021 se convertía en aspirante de la sexta edición de MasterChef Celebrity.
Desde 2025 presenta junto a Alba Carrillo y Inés Hernand Pasa sin llamar.

## Filmografía

### Cine
| Año  | Título                               | Papel           | Notas            | Director                        |
| ---- | ------------------------------------ | --------------- | ---------------- | ------------------------------- |
| 2012 | Carmina o revienta                   | Carmina Barrios | Papel principal  | Paco León                       |
| 2013 | Tenemos de todo                      | Ella misma      | Cortometraje     | Roberto Pérez Toledo            |
| 2013 | ¿Quién mató a Bambi?                 | Tere            | Papel secundario | Santi Amodeo                    |
| 2014 | Carmina y amén                       | Carmina Barrios | Papel principal  | Paco León                       |
| 2017 | Mil coses que faria per tu           | Madre de Ángel  | Papel secundario | Dídac Cervera                   |
| 2019 | El silencio del pantano              | La Puri         | Papel principal  | Marc Vigil                      |
| 2019 | Mi vida                              | Pilar           | Papel secundario | Norbert ter Hall                |
| 2022 | Rainbow                              | Valle           | Papel secundario | Paco León                       |
| 2023 | Alimañas                             | Chita           | Papel secundario | Pep Antón Gómez y Jordi Sánchez |
| 2024 | Tu madre o la mía: Guerra de suegras | Carmen          | Papel principal  | Chus Gutiérrez                  |

### Televisión

#### Programas
| Año         | Título                      | Cadena         | Notas                        |
| ----------- | --------------------------- | -------------- | ---------------------------- |
| 2012 - 2013 | Días de cine                | La 2           | Invitada                     |
| 2013        | Alaska y Mario              | MTV            | Invitada                     |
| 2016        | En la tuya o en la mía      | La 1           | Invitada                     |
| 2016        | El hormiguero               | Antena 3       | Invitada                     |
| 2020        | El hormiguero               | Antena 3       | Invitada                     |
| 2020        | Mi casa es la tuya          | Telecinco      | Invitada                     |
| 2020        | Road Trip                   | TNT España     | Protagonista                 |
| 2021        | MasterChef Celebrity        | La 1           | Concursante - 12.ª expulsada |
| 2022        | Cinco tenedores             | Movistar Plus+ | Invitada                     |
| 2022 - 2023 | MasterChef Especial Navidad | La 1           | Concursante - 4.º finalista  |
| 2025        | Pasa sin llamar             | La 2           | Presentadora                 |

#### Series
| Año         | Título         | Cadena   | Papel                | Episodios    |
| ----------- | -------------- | -------- | -------------------- | ------------ |
| 2015 - 2019 | Allí abajo     | Antena 3 | Luci                 | 55 episodios |
| 2018        | Arde Madrid    | #0       | Sansona del siglo XX | 1 episodio   |
| 2018        | El Continental | La 1     | Celeste              | 5 episodios  |
| 2023        | 30 monedas     | HBO Max  | Nati                 | 2 episodios  |

### Publicidad
- 2015 - 2017: ING Direct (Twyp)[8]

## Premios y candidaturas
| Festival/Premios                           | Año  | Categoría                          | Película           | Resultado |
| ------------------------------------------ | ---- | ---------------------------------- | ------------------ | --------- |
| Premios Goya                               | 2012 | Mejor actriz revelación            | Carmina o revienta | Nominada  |
| Premios Cinematográficos José María Forqué | 2012 | Mejor actriz                       | Carmina o revienta | Nominada  |
| Festival de Málaga                         | 2012 | Biznaga de Plata a la Mejor Actriz | Carmina o revienta | Ganadora  |
| Unión de Actores                           | 2012 | Mejor actriz revelación            | Carmina o revienta | Nominada  |
| Círculo de Escritores Cinematográficos     | 2012 | Mejor actriz revelación            | Carmina o revienta | Nominada  |
| Fotogramas de Plata                        | 2012 | Mejor actriz de cine               | Carmina o revienta | Nominada  |
| Premios Feroz                              | 2014 | Mejor actriz protagonista          | Carmina y amén     | Nominada  |